# Moscow (Tennessee)
Moscow és una població dels Estats Units a l'estat de Tennessee. Segons el cens del 2000 tenia 422 habitants.

## Demografia
Segons el cens del 2000, Moscow tenia 422 habitants, 172 habitatges, i 108 famílies. La densitat de població era de 131,4 habitants/km².
Dels 172 habitatges en un 18,6% hi vivien nens de menys de 18 anys, en un 41,9% hi vivien parelles casades, en un 18,6% dones solteres, i en un 37,2% no eren unitats familiars. En el 36% dels habitatges hi vivien persones soles el 23,8% de les quals corresponia a persones de 65 anys o més que vivien soles. El nombre mitjà de persones vivint en cada habitatge era de 2,45 i el nombre mitjà de persones que vivien en cada família era de 3,24.
Per edats la població es repartia de la següent manera: un 20,9% tenia menys de 18 anys, un 10,9% entre 18 i 24, un 25,6% entre 25 i 44, un 22,3% de 45 a 60 i un 20,4% 65 anys o més.
L'edat mediana era de 39 anys. Per cada 100 dones de 18 o més anys hi havia 70,4 homes.
La renda mediana per habitatge era de 33.021 $ i la renda mediana per família de 46.875 $. Els homes tenien una renda mediana de 35.417 $ mentre que les dones 21.346 $. La renda per capita de la població era de 14.772 $. Entorn del 16,3% de les famílies i el 21% de la població estaven per davall del llindar de pobresa.

## Poblacions més properes
El següent diagrama mostra les poblacions més properes.